# Acaena longistigma
Acaena longistigma é uma espécie de rosácea do gênero Acaena, pertencente à família Rosaceae.